# 파비오 드 루이지

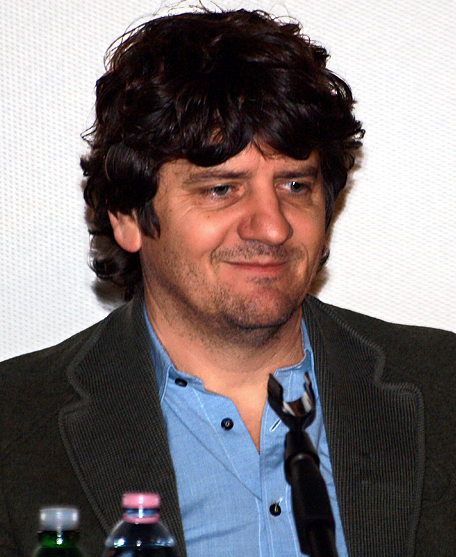

파비오 드 루이지(Fabio De Luigi, 1967년 10월 11일 ~ )는 이탈리아의 배우, 가수, 희극 배우, 각본가, 영화 감독, TV 사회자, 야구 선수이다.
산타르칸젤로디로마냐에서 태어났다.

## 영화
- 렛 미 인트로듀스 유 투 소피아 (2018년)
- 풋 그랜마 인 더 프리저 (2018년)
- 퀘스천 오브 카르마 (2017년)
- 티라미수 (2016년)
- 오페라 (2014년)
- 어 워먼 애즈 어 프렌드 (2014년)
- 러브 인 디 에어 (2012년)
- 남자대여자: 섹스가 문제다 (2010년) - 월터 역
- 마르게리타 바의 친구들 (2009년)
- 애프터 러브 (2009년) - 파울로 역
- 크피스마스 인 리오 (2008년)
- 애즈 갓 커맨즈 (2008년) - 트렉카 역
- 크리스마스 크루즈 (2007년)
- 나탈 어 뉴욕 (2006년) - 필리포 역